# Hoagovo telo
Hoagovo telo je obročasta galaksija v ozvezdju Kače. Njen navidezni sij je 16,04m. Od Sonca je oddaljena približno 183 milijonov parsekov, oziroma 596,87 milijonov svetlobnih let.
Galaksijo je odkril Arthur Allen Hoag leta 1950 in jo označil kot planetarno meglico ali kot pekuliarno galaksijo. Njena nenavadna zgradba je pritegnila pozornost astronomov.

## Značilnosti
V galaksiji skoraj popolni obroč mladih vročih modrih zvezd kroži okrog starejšega rumenega jedra. Premer 6″ notranjega jedra galaksije je približno 17 tisoč svetlobnih let, notranji premer zunanjega obroča je 28″, oziroma 75 tisoč sv. l., zunanji premer 45″ pa je 121 tisoč sv. l., kar je malo več kot pri naši Galaksiji.[a] Vrzel, ki ločuje obe zvezdni populaciji, verjetno vsebuje zvezdne kopice, katerih sij je prešibek da bi bile vidne. Čeprav je takšna galaksija redka, se lahko za njo med jedrom in zunanjim obročem vidi galaksija podobnih oblik.

## Zgodovina in nastanek
Čeprav je bilo Hoagovo telo vključeno v Palomarski pregled neba, ga ni bilo ne v Morfološkem katalogu galaksij, Katalogu galaksij in jat galaksij ali v Katalogu galaktičnih planetarnih meglic.
Pri prvem poročanju o odkritju je Hoag predlagal domnevo da je vidni obroč posledica gravitacijskega lečenja. To zamisel so kasneje ovrgli, ker imata jedro in obroč enak rdeči premik, in ker so boljši daljnogledi odkrili vozlasto zgradbo obroča, kar ne bi bilo vidno, če bi bil obroč posledica gravitacijskega lečenja.
Mnogo podrobnosti galaksije ostaja nepojasnjenih, najpomembnejša pa je kako je galaksija nastala. »Klasične« obročaste galaksije v splošnem nastanejo s trkom male galaksije z večjo diskasto galaksijo. Trk v disku povzroči gostotni val, kar vodi do značilne obročaste oblike. Pri Hoagovem telesu ni znaka o drugi galaksiji, ki bi igrala vlogo »izstrelka«, in njegovo jedro ima zelo majhno hitrost relativno glede na obroč, tako da je domneva o tipičnem nastanku malo verjetna.
Noah Brosch je predlagal da je Hoagovo telo nastalo zaradi skrajne »nestabilnosti prečke«, ki se je pojavila pred nekaj milijardami let v prečkasti spiralni galaksiji. Schweizer in njegovi sodelavci trdijo, da je ta domneva malo verjetna, ker je jedro telesa sferoidno, jedro pri prečkasti spiralni galaksiji pa je med drugim diskaste oblike. Do neke mere pa priznajo šibkost dokaza, da bi zadovoljivo pojasnil to sporno točko. Nekaj galaksij ima glavne značilnosti podobne Hoagovemu telesu, vključno s svetlim ločenim obročem zvezd, vendar so njihova središča podaljšana ali prečkasta, in morda kažejo nekaj spiralne zgradbe. Čeprav nobena nima takšne simetrije kot Hoagovo telo, jih nekateri imenujejo galaksije Hoagovega tipa.
Čeprav je treba še veliko pojasniti o nastanku Hoagovega telesa, domnevajo da je večji »akrecijski dogodek«, oziroma trk ali zajetje ene galaksije z drugo, povzročil nastanek galaksije, kot jo vidimo danes. To se je verjetno zgodilo vsaj 2 do 3 milijarde let v preteklosti in je morda spominjalo na procese, ki tvorijo galaksije s polarnim obročem.